# Polymnieae
Polymnieae es una tribu de plantas con flores perteneciente a la subfamilia Asteroideae dentro de la familia de las asteráceas. Tiene un único género Polymnia. Comprende 81 especies descritas y de estas, solo 8 aceptadas.

## Descripción
Son hierbas anuales hasta 4 m de alto; tallos erectos, surcados, glabros a pilosos y estipitado-glandulares. Hojas opuestas, ampliamente ovadas, 8–30 (–42) cm de largo y 5–25 (–40) cm de ancho, ápice agudo a atenuado, base truncada a obtusa, comprimida hasta formar un pecíolo alado, márgenes serrados, biserrados o palmatilobados con lobos agudos a obtusos, estrigosas a tomentosas, generalmente con diminutas glándulas sésiles en el envés; pecíolos alados, a veces subauriculados en la base o casi sésiles en la parte superior de la planta.
Capitulescencias de racimos con pocos capítulos, hasta panículas frondosas grandes, axilares o terminales; capítulos radiados; involucros hemisféricos a patentes, 12–20 mm de ancho; filarias en 2 series, traslapadas cuando jóvenes, las exteriores 5–6, libres, de longitud desigual, amplia a angostamente ovadas, 10–16 mm de largo y 5–12 mm de ancho, ápice redondeado a obtuso, base glabra a débilmente pilosa o estipitado-glandular, márgenes ciliados o estipitado-glandulares, herbáceas, las internas en igual número que radios y envueltas alrededor del aquenio en desarrollo, delgadas, lanceoladas, ápice agudo a atenuado, glabras o pilosas o estipitado-glandulares, verdes; receptáculos levemente convexos, paleáceos; páleas escariosas, lanceoladas, 4.7–6.5 mm de largo y 1–2 (–2.5) mm de ancho, glabras a pilosas y estipitado-glandulares cerca del ápice, ápice agudo, con nervio principal débil; flósculos del radio 11–24, las lígulas lineares a elípticas, (8–) 12–25 mm de largo y 5–15 mm de ancho, amarillas, el tubo 1.5–3 (–4) mm de largo, glanduloso y piloso; flósculos del disco numerosos (más de 50), las corolas con garganta cilíndrica, 3–4 mm de largo, el tubo 0.5 mm de largo, amarillo; anteras 2–2.8 mm de largo. Aquenios 3.8–5.6 mm de largo y 3–4 mm de ancho, hinchados, lateralmente comprimidos, truncados, glabros; vilano ausente.

## Taxonomía
El género fue descrito por Carlos Linneo y publicado en Species Plantarum 2: 926. 1753. La especie tipo es: Polymnia canadensis L.	

## Especies aceptadas
A continuación se brinda un listado de las especies del género Polymnia aceptadas hasta agosto de 2012, ordenadas alfabéticamente. Para cada una se indica el nombre binomial seguido del autor, abreviado según las convenciones y usos.
- Polymnia aspera (Mart.) Mart. ex DC.
- Polymnia canadensis L.
- Polymnia cocuyensis Cuatrec.
- Polymnia cossatotensis Pittman & V.M.Bates
- Polymnia laevigata Beadle
- Polymnia quichensis J.M.Coult.
- Polymnia silphioides DC.
- Polymnia sonchifolia Poepp.